# Esparragosa de la Serena
Esparragosa de la Serena és un municipi de la província de Badajoz, a la comunitat autònoma d'Extremadura. Limita a l'oest amb Zalamea de la Serena; al nord-oest amb Malpartida de la Serena; a l'est amb Puerto Hurraco i al nord-est Castuera.